# Alice's Channel Swim
Série Alice Comedies
Alice's Picnic
(1927) Alice in the Klondike
(1927)
Pour plus de détails, voir Fiche technique et Distribution.
Alice's Channel Swim est un court métrage d'animation américain muet de la série Alice Comedies sorti en 1927.

## Synopsis
Julius et Pete s'affrontent dans une traversée de la Manche à la nage, sous la surveillance d'Alice, jury de l'épreuve.

## Fiche technique
- Titre original : Alice's Channel Swim
- Série : Alice Comedies
- Réalisation : Walt Disney
- Animation : Norm Blackburn, Les Clark, Ben Clopton, Friz Freleng, Hugh Harman, Rudolf Ising, Ub Iwerks
- Encrage et peinture : Irene Hamilton, Walker Harman
- Photographie : Rudolf Ising
- Production : Walt Disney, Margaret J. Winkler
- Société de production : Disney Brothers Studios
- Société de distribution : FBO pour Margaret J. Winkler (1927)
- Budget : 1 385,52 $
- Pays :  États-Unis
- Format d'image : noir et blanc - 35 mm - 1,37:1 - muet
- Genre : animation et prises de vues réelles
- Durée : 7 min
- Dates de sortie : 13 juin 1927[1]

Source : Walt in Wonderland

## Distribution
- Lois Hardwick : Alice

## Commentaires
Produit en mars 1927 (le 26 pour les prises de vue réelle), le film a été présenté en avant-première le 30 mai 1927 au Paramount Theater de Los Angeles, en première partie de A Million Bid. Le copyright a été déposé le 13 juin 1927 par R-C Pictures Corp.
L'histoire est inspirée de l'exploit de Gertrude Ederle, première femme à réaliser une traversée de la Manche à la nage le 6 août 1926.